# Marta Brunet
Marta Brunet Cáraves (Chillán, 9 de agosto de 1897 — Montevidéu, 27 de outubro de 1967) foi um escritora chilena.

## Obra

### Romances
- Montaña adentro, 1923 (Santiago: Editorial Nascimento)
- Bestia dañina, 1926 (Santiago: Editorial Nascimento)
- María Rosa, flor de Quillén, 1927 (revista Atenea), 1929 como livro
- Bienvenido, 1929 (Santiago: Editorial Nascimento)
- Humo hacia el sur (Buenos Aires: Losada, 1946)
- La mampara, 1946 (Buenos Aires: Emecé)
- María Nadie 1957 (Santiago de Chile: Zig-Zag)
- Amasijo 1962 (Santiago de Chile: Zig-Zag)

### Contos
- Don Florisondo, 1926
- Reloj de sol, 1930
- Aguas abajo, 1943
- Raíz del sueño, 1949
- Solita sola, 1963
- Soledad de la sangre 1967 (Montevideo: Impresora Rex)

### Literatura infantil
- Cuentos para Marisol, 1938
- Aleluyas para los más chiquititos, 1960

### Poemas
- Novia del aire

### Obra completa
- Obras completas, 1962 (Santiago: Zig-Zag)

## Prêmios
- 1933: Premio de Novela da Sociedade dos Escritores de Chile
- 1961: Prêmio Nacional de Literatura do Chile[1]